# 7587 Векманн
7587 Векманн (7587 Weckmann) — астероїд головного поясу, відкритий 2 лютого 1992 року.
Тіссеранів параметр щодо Юпітера — 3,601.
Названо на честь німецького композитора періоду бароко Матіаса Векманна (нім. Matthias Weckmann, 1616 — 1674).